# Stefan Vereycken
Stefan Vereycken, né à Schelle le 29 avril 1966, est un joueur de football belge aujourd'hui retraité. Il a occupé le poste de milieu de terrain durant toute sa carrière. Il est surtout connu pour les cinq saisons qu'il passe au FC Bruges au début de sa carrière, remportant deux titres de champion de Belgique.

## Carrière
Stefan Vereycken est intégré au noyau de l'équipe première du FC Bruges en 1984 en provenance de l'équipe espoirs. Il joue son premier match officiel lors du match retour du deuxième tour de la Coupe UEFA 1984-1985 contre Tottenham Hotspur, perdu 3-0. Durant les trois saisons qui suivent, il est régulièrement remplaçant et remporte le titre national en 1988. Il est prêté ensuite pour un an au KSK Beveren où il parvient à s'imposer comme titulaire. De retour à Bruges, il ne dispute que cinq rencontres de championnat durant la saison 1989-1990, ponctuée d'un nouveau titre de champion de Belgique.
Stefan Vereycken quitte alors le club pour rejoindre le FC Boom, en deuxième division. Il y devient rapidement un titulaire indiscutable en milieu de terrain et après deux saisons, remporte le tour final, synonyme de montée parmi l'élite nationale. Ce retour est de courte durée, le club étant relégué en fin de saison. Les bonnes prestations du joueur ne passent pas inaperçues et il décroche un transfert à La Gantoise, ce qui lui permet de continuer à jouer en première division. Il est le plus souvent remplaçant et après un an, il est autorisé à partir par la direction du club. Il rejoint alors le KSC Lokeren, actif en Division 2, où il ne reste également qu'une saison.
Durant l'été 1995, Stefan Vereycken s'engage avec le KFC Roulers, un club de Division 3. Après une première saison pleine en tant que titulaire, il se blesse gravement au début du mois de septembre 1996. Il reste éloigné des terrains pendant plus d'un et demi et ne rejouera plus pour son club. Il signe un contrat au KVK Ninove, un club qui évolue en Promotion, en 1998. Il y reste deux saisons et part ensuite pour le KSC Blankenberge, également en Promotion. Après un an, le club est relégué en première provinciale. En 2002, il part pour le Royal Knokke Football Club, qui évolue également dans les séries provinciales. Il met un terme à sa carrière de joueur un an plus tard.
Stefan Vereycken ne quitte pas complètement le monde du football après sa retraite. De 2007 à 2009, il est le président de l'association « d'Oude Garde », regroupant les anciens joueurs du Club de Bruges. Ensuite, il est nommé team manager de l'équipe première, une fonction qu'il est le premier à occuper. Il est licencié un an plus tard.

## Palmarès
- 2 fois champion de Belgique en 1988 et en 1990 avec le Club Bruges KV.

## Statistiques
| Saison                | Club                  | Championnat           | Championnat | Championnat | Coupe(s) nationale(s) | Coupe(s) nationale(s) | Compétition(s) continentale(s) | Compétition(s) continentale(s) | Compétition(s) continentale(s) | Total | Total |
| Saison                | Club                  | Division              | M.          | B.          | M.                    | B.                    | Comp.                          | M.                             | B.                             | M.    | B.    |
| 1984-1985             | Club Bruges KV        | Division 1            | 15          | 0           | 4                     | 0                     | C3                             | 2                              | 0                              | 21    | 0     |
| 1985-1986             | Club Bruges KV        | Division 1            | 19          | 1           | 6                     | 1                     | C3                             | 2                              | 0                              | 27    | 2     |
| 1986-1987             | Club Bruges KV        | Division 1            | 18          | 0           | 1                     | 0                     | C2                             | 0                              | 0                              | 19    | 0     |
| 1987-1988             | Club Bruges KV        | Division 1            | 6           | 0           | 1                     | 0                     | C3                             | 1                              | 0                              | 8     | 0     |
| 1988-1989             | KSK Beveren           | Division 1            | 28          | 2           | 1                     | 0                     | -                              | 0                              | 0                              | 29    | 2     |
| 1989-1990             | Club Bruges KV        | Division 1            | 5           | 0           | 0                     | 0                     | C3                             | 1                              | 0                              | 6     | 0     |
| 1990-1991             | K Boom FC             | Division 2            | 34          | 5           | 2                     | 0                     | -                              | 0                              | 0                              | 36    | 5     |
| 1991-1992             | K Boom FC             | Division 2            | 33          | 2           | 0                     | 0                     | -                              | 0                              | 0                              | 33    | 2     |
| 1992-1993             | K Boom FC             | Division 1            | 33          | 1           | 2                     | 0                     | -                              | 0                              | 0                              | 35    | 1     |
| 1993-1994             | KAA La Gantoise       | Division 1            | 17          | 0           | 0                     | 0                     | -                              | 0                              | 0                              | 17    | 0     |
| 1994-1995             | KSC Lokeren           | Division 2            | 23          | 4           | 3                     | 0                     | -                              | 0                              | 0                              | 26    | 4     |
| 1995-1996             | KFC Roulers           | Division 3            | 29          | 3           | 0                     | 0                     | -                              | 0                              | 0                              | 29    | 3     |
| 1996-1997             | KFC Roulers           | Division 3            | 2           | 0           | 0                     | 0                     | -                              | 0                              | 0                              | 2     | 0     |
| 1997-1998             | KFC Roulers           | Division 3            | 0           | 0           | 0                     | 0                     | -                              | 0                              | 0                              | 0     | 0     |
| 1998-1999             | KVK Ninove            | Promotion             | 27          | 6           | 0                     | 0                     | -                              | 0                              | 0                              | 27    | 6     |
| 1999-2000             | KVK Ninove            | Promotion             | 25          | 1           | 0                     | 0                     | -                              | 0                              | 0                              | 25    | 1     |
| 2000-2001             | KSC Blankenberge      | Promotion             | -           | -           | -                     | -                     | -                              | 0                              | 0                              | 0     | 0     |
| 2001-2002             | KSC Blankenberge      | 1re prov.             | -           | -           | -                     | -                     | -                              | 0                              | 0                              | 0     | 0     |
| 2002-2003             | R. Knokke FC          | 1re prov.             | -           | -           | -                     | -                     | -                              | 0                              | 0                              | 0     | 0     |
| Total sur la carrière | Total sur la carrière | Total sur la carrière | 314         | 25          | 20                    | 0                     | -                              | 6                              | 0                              | 340   | 25    |